# Рутледж, Роберт
Роберт Рид Рутледж (англ. Robert Reed Rutledge) (3 июня 1948 — 15 октября 2001) — американский звукомонтажёр, работавший для таких известных фильмов, как «Пролетая над гнездом кукушки» (1975), «Всемирная история, часть 1» (1981), «Полицейская академия» (1984), «Кошачий глаз» (1985), «Назад в будущее» (1985), «Полтергейст 2» (1986), «Охотник на людей» (1986), «Иствикские ведьмы» (1987), «Властелины Вселенной» (1987), «Гольф-клуб 2» (1988), «Двойной удар» (1991), и первых двух фильмов оригинальной трилогии «Звёздных войн».
Рутледж также получил премию «Оскар», в категории «Лучший звуковой монтаж», за «Назад в будущее».

## Биография
Роберт Рид Рутледж родился 3 июня 1948 года, в Лос-Анджелесе, штате Калифорния, и начал работать звукомонтажёром в середине 1970-х годов. Его первым фильмом, была успешная психологическая комедийная драма Милоша Формана 1975 года — «Пролетая над гнездом кукушки».
Вторым фильмом Роберта Р. Рутледжа, была космическая опера Джорджа Лукаса 1977 года — «Звёздные войны», за которую Рутледж получил премию Британской Академии в области кино, в категории «Лучший звук», вместе с ещё одиннадцатью звукомонтажёрами и звукорежиссёрами.
После «Звёздных войн», Роберт Р. Рутледж вносил свой вклад звукомонтажёра, для таких фильмов 1980-х годов, как «Империя наносит ответный удар» 1980 года, «Всемирная история, часть 1» 1981 года, «Полицейская академия» 1984 года, «Пятница, 13-е — Часть 5: Новое начало», «Кошачий глаз», «Назад в будущее» (все три 1985 года), «Полтергейст 2», «Охотник на людей» (оба 1986 года), «Иствикские ведьмы», «Властелины Вселенной», «Сбрось маму с поезда» (все три 1987 года), «Гольф-клуб 2» 1988 года и «Танго и Кэш» 1989 года. За «Назад в будущее» — научно-фантастический фильм Роберта Земекиса о путешествии во времени, Рутледж выиграл свою единственную номинацию на премию «Оскар», в категории «Лучший звуковой монтаж», вместе с Чарльзом Л. Кэмпбеллом.
В 1990-х годах, Роберт Р. Рутледж работал в основном над боевиками — «Во имя справедливости», «Двойной удар», «Бомба замедленного действия» (все три 1991 года), «Монолит» 1993 года, «Стрелок» 1994 года, «Турборейнджеры» и «Авария» (оба 1997 года).
Роберт Рид Рутледж умер 15 октября 2001 года, от сердечного приступа у себя дома в Северном Голливуде, Калифорния, в возрасте 53 лет.

## Избранная фильмография
- Пролетая над гнездом кукушки (1975)
- Звёздные войны[a] (1977)
- Братья по крови (1978)
- В это же время, в следующем году (1978)
- Мусорная охота (1979)
- Империя наносит ответный удар[b] (1980)
- Как гром среди ясного неба (1980)
- Вор (1981)
- Всемирная история, часть 1 (1981)
- Волки (1981)
- Сглазили! (1982)
- Космический охотник: Приключения в запретной зоне (1983)
- Полицейская академия (1984)
- Фанданго (1985)
- Пятница, 13-е — Часть 5: Новое начало (1985)
- Кошачий глаз (1985)
- Назад в будущее (1985)
- Полтергейст 2 (1986)
- Охотник на людей (1986)
- Иствикские ведьмы (1987)
- Властелины Вселенной (1987)
- Сбрось маму с поезда (1987)
- Гольф-клуб 2 (1988)
- Она неуправляема (1989)
- Танго и Кэш (1989)
- Во имя справедливости (1991)
- Двойной удар (1991)
- Бомба замедленного действия (1991)
- Сторивилль (1992)
- Доппельгангер (1993)
- Монолит (1993)
- Стрелок (1994)
- Луговая арфа (1995)
- Био-Дом (1996)
- Зона преступности (1997)
- Турборейнджеры (1997)
- Авария (1997)
- Каспер: Начало (1997)
- Воссоединение семейки Аддамс (1998)
- Каспер встречает Венди (1998)
- Няня (1999)
- Ну очень страшное кино (2000)

## Награды и номинации
- 1977[6] — премия BAFTA за лучший звук («Пролетая над гнездом кукушки»), вместе с Мэри МакГлоун, Вероникой Сельвер, Лоуренсом Йостом и Марком Бергером[7] (номинация)
- 1979[3] — премия BAFTA за лучший звук («Звёздные войны[a]»), вместе с Сэмом Шоу, Гордоном Дэвидсоном, Джином Корсо, Дереком Боллом, Доном МакДугаллом, Бобом Минклером, Рэем Уэстом, Майком Минклером, Лестером Фрешольцем, Ричардом Портманом и Беном Бёрттом[4] (победа)
- 1986[2] — премия «Оскар» за лучший звук («Назад в будущее»), вместе с Чарльзом Л. Кэмпбеллом[5] (победа)

## Заметки
1. 1 2 3 4  Позже названные как «Звёздные войны. Эпизод IV: Новая надежда»
2. ↑  Позже названные как «Звёздные войны. Эпизод V: Империя наносит ответный удар»